# Rue Parmentier (La Courneuve)
Pour les articles homonymes, voir Rue Parmentier.
La rue Parmentier est une voie de communication située à La Courneuve.

## Situation et accès
Le point de départ de cette rue, au nord, se trouve place du Château d'eau. Elle présente la particularité d'être interrompue à deux reprises par des zones piétonnières, entre la rue Beaufils et la rue Saint-Just d'une part, puis en fin de parcours, au sud, avant de rejoindre la rue de Genève, ce qui lui donne la trompeuse physionomie d'une impasse.
La rue est desservie par la gare de La Courneuve - Aubervilliers.

## Origine du nom

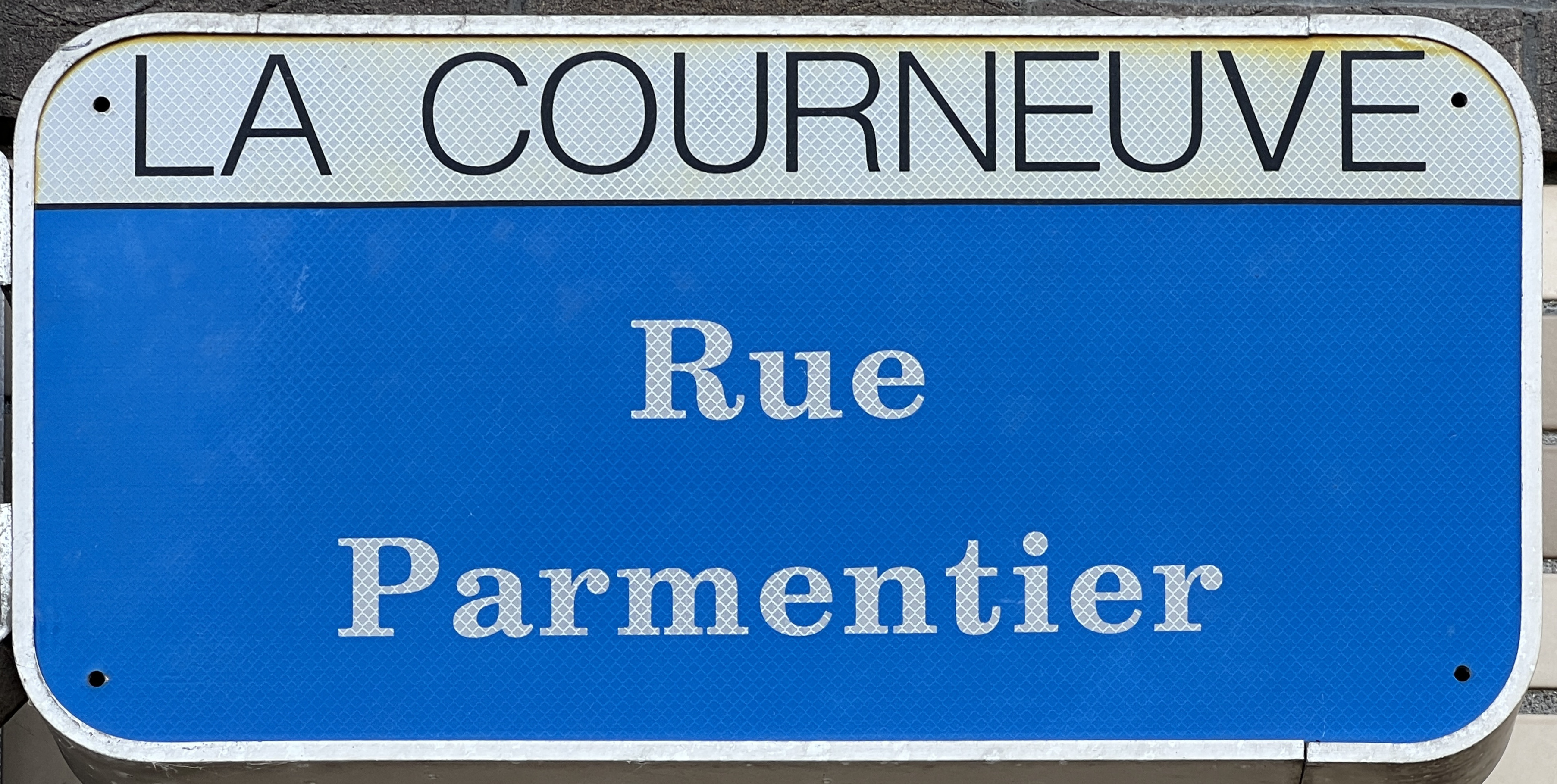
Plaque de la rue.

Cette avenue porte le nom de l'agronome Antoine Parmentier (1737-1813).

## Historique
En 2019, la rue et son quartier sont l'objet d'un important programme de réhabilitation.

## Bâtiments remarquables et lieux de mémoire

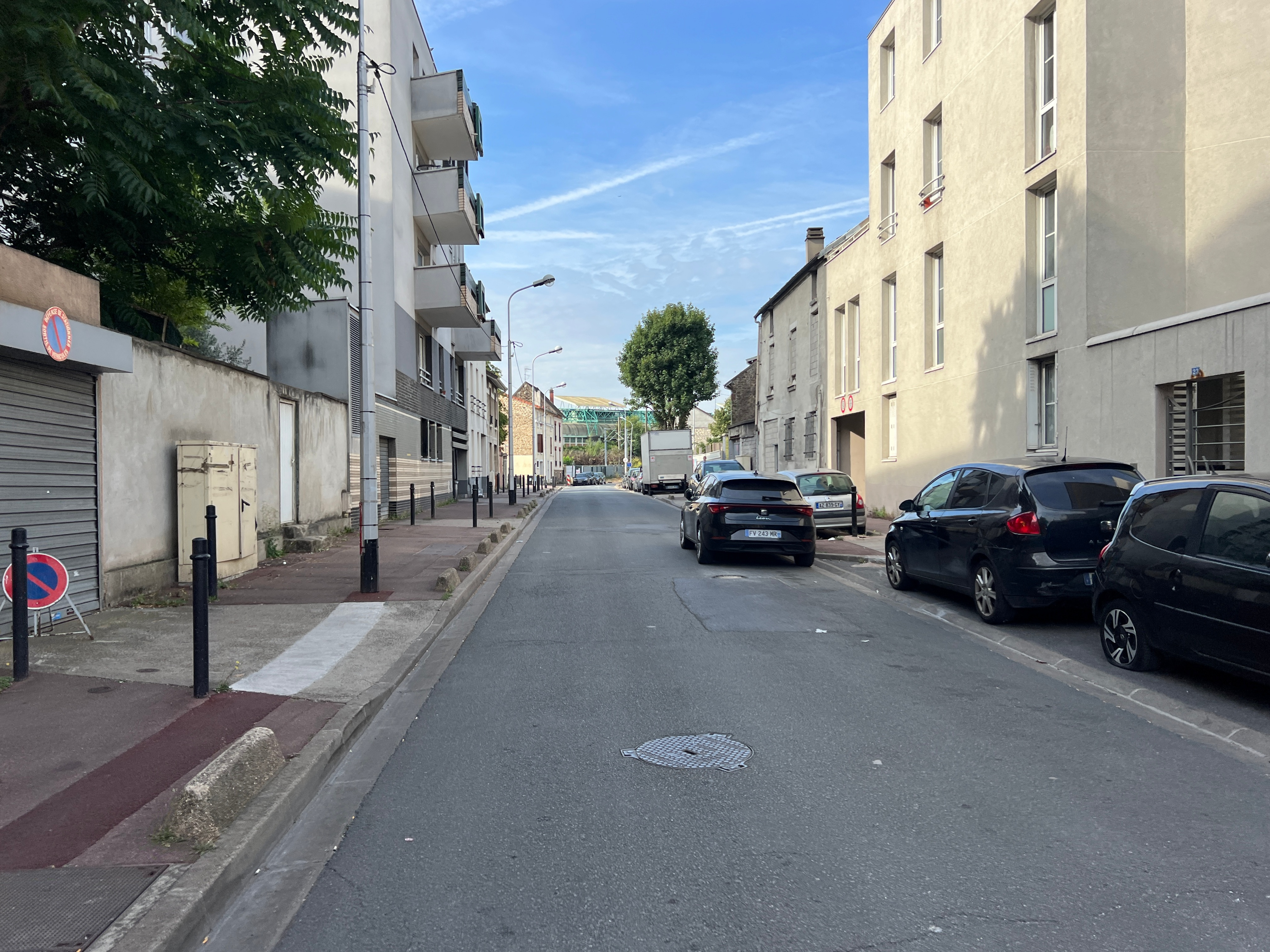
La rue en juillet 2022.

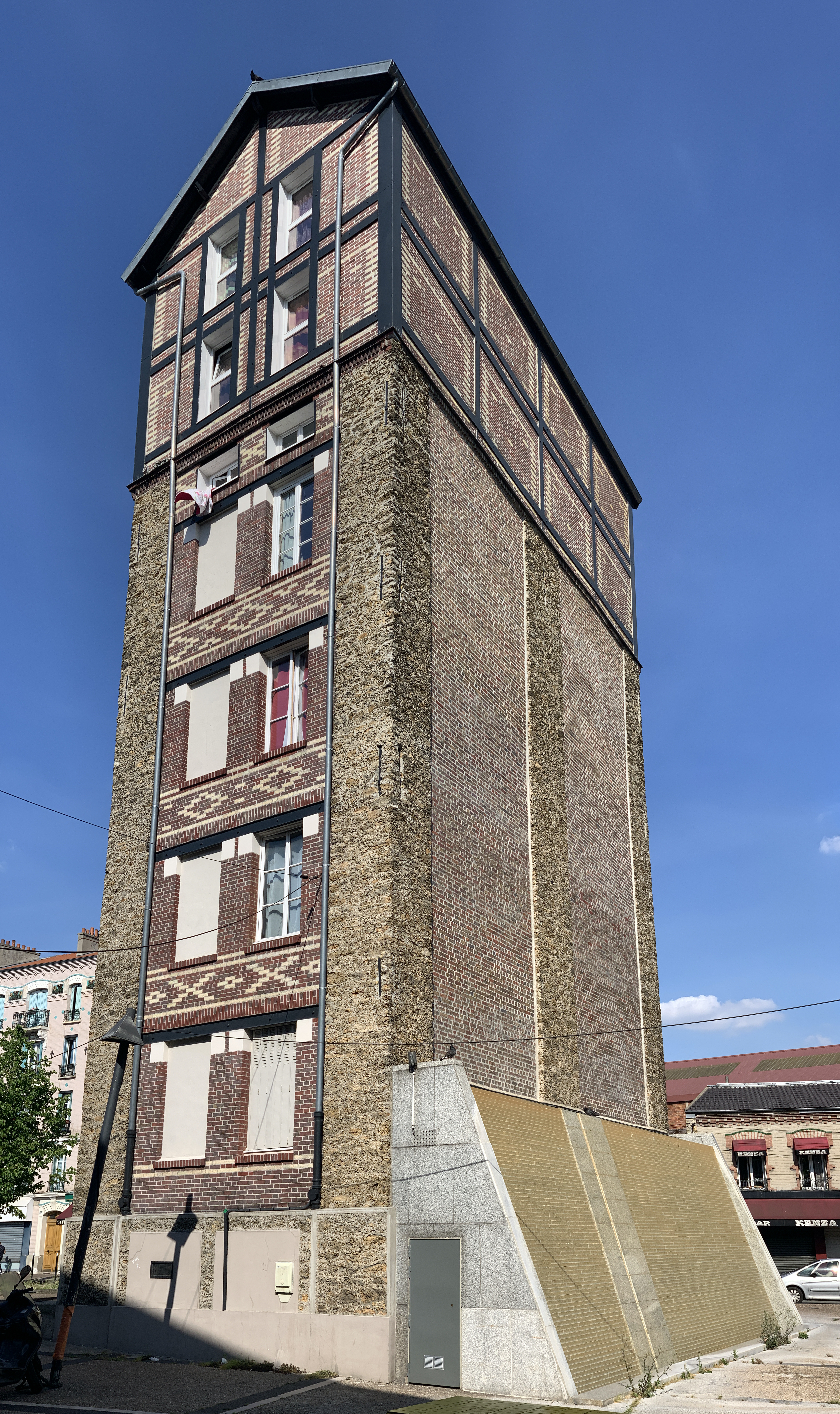
Le château d'eau.

- Le château d'eau sur la place du même nom, fut bâti sur l'emplacement d'un puits artésien creusé en 1899[4].